# Гуделю (озеро)
Гуделю или Гудялю (лит. Gudelių ežeras) — озеро на севере Литвы, находится в южной части Кайряйского староства, на восточной границе Шяуляйского района с Радвилишкским, примерно в 2 км южнее местечка Кайряй и в километре восточнее аэропорта Зокню.
Площадь зеркала озера составляет 2,725 км², протяжённость береговой линии — 8,27 км, длина ≈2 км, ширина ≈1,3 км, урез воды — 105 м над уровнем моря.
В озеро впадает два ручья (с южной стороны) и вытекает река Круоя (правый приток Мушы). Юго-западная часть озера перегорожена земляной дамбой и сильно заболочена.
Вблизи озера расположены следующие населённые пункты: Бацёняй, Кирбайчяй, Гудяляй, Шнюрайчяй.

## История
Во второй половине XX века на реке Круоя (Кроя), недалеко от её истока, была возведена плотина, что привело к увеличению площади озера в несколько раз, до его нынешних размеров.